# Karwów (województwo świętokrzyskie)
Karwów – wieś w Polsce położona w województwie świętokrzyskim, w powiecie opatowskim, w gminie Opatów. Leży nad rzeką Opatówką.
W latach 1954–1956 wieś należała i była siedzibą władz gromady Karwów, po przeniesieniu siedziby i zmianie nazwy gromady w gromadzie Oficjałów. W latach 1975–1998 miejscowość położona była w województwie tarnobrzeskim.
Przez wieś przechodzi  niebieski szlak turystyczny z Gołoszyc do Dwikoz oraz  żółty szlak rowerowy z Sandomierza do Opatowa.
Miejscowość jest prawdopodobnym miejscem urodzenia Wincentego Kadłubka – pierwszego polskiego kronikarza. We wsi znajduje się uznawane przez wiernych za cudowne źródło błogosławionego Wincentego.
Na południowym krańcu wsi znajduje się kamieniołom, obecnie nieczynny (zalany wodą), używany do końca lat 80. XX wieku.

## Części wsi
| SIMC    | Nazwa     | Rodzaj    |
| ------- | --------- | --------- |
| 0801444 | Góra      | część wsi |
| 0801450 | Krowiniec | część wsi |
| 0801467 | Środek    | część wsi |
| 0801473 | W Łąkach  | część wsi |
| 0801480 | Za Rzeką  | część wsi |

## Historia
14 lutego 1918 r. doszło tu do walki między chłopami a żandarmerią austriacką rekwirującą bydło. W walce zginął Józef Stępień. Ośmiu innych chłopów z Karwowa osadzono w więzieniu w Radomiu.